# 일광로
일광로(Ilgwang-ro)는 부산광역시 기장군 일광읍 일광 교차로와 장안읍 임랑삼거리를 잇는 부산광역시의 도로이다. 과거에는 일광역을 기준으로 북쪽 구간은 국도 제31호선, 남쪽 구간은 국가지원지방도 제31호선에 속했지만 2014년 기장 ~ 장안간 도로가 개통되면서 일부 구간이 국도에서 해제되었다.

## 주요 경유지
부산광역시
- 기장군 (일광읍 - 장안읍)

## 노선
- 연한 파란색(■): 부산광역시도 제2305호선 구간
- 연한 초록색(■): 부산광역시도 제2301호선 및 부산광역시도 제2305호선 중복 구간
- 연한 분홍색(■): 부산광역시도 제2301호선 구간

| 이름                      | 접속 노선                                                  | 소재지 | 소재지 | 비고                    |
| ------------------------- | ---------------------------------------------------------- | ------ | ------ | ----------------------- |
| 일광 교차로               | 국도 제14호선 부산광역시도 제91호선 (기장대로)             | 기장군 | 일광읍 |                         |
| (일광해수욕장입구)        | 부산광역시도 제2301호선 (기장해안로)                       | 기장군 | 일광읍 |                         |
| 일광읍사무소              |                                                            | 기장군 | 일광읍 |                         |
| 일광역                    | 부산광역시도 제2305호선 (이화로)                           | 기장군 | 일광읍 |                         |
| 이천교(일광천)            |                                                            | 기장군 | 일광읍 |                         |
| 이천 교차로               | 국도 제31호선                                              | 기장군 | 일광읍 |                         |
| 이동항                    |                                                            | 기장군 | 일광읍 |                         |
| (동백)                    | 차양길                                                     | 기장군 | 일광읍 |                         |
| 칠암항                    |                                                            | 기장군 | 일광읍 |                         |
| 칠암문중마을경계지 교차로 | 국도 제31호선                                              | 기장군 | 일광읍 | 국도 제31호선 중복 구간 |
| 임랑교                    |                                                            | 기장군 | 일광읍 | 국도 제31호선 중복 구간 |
| 장안읍                    |                                                            | 기장군 |        | 국도 제31호선 중복 구간 |
| 임랑삼거리                | 국가지원지방도 제60호선 부산광역시도 제9103호선 (해맞이로) | 기장군 |        | 국도 제31호선 중복 구간 |
| 해맞이로와 직결           |                                                            |        |        |                         |

## 주요 건물 및 시설
- 일광읍 행정복지센터 (부산광역시 기장군 일광읍 일광로 77-7)
- 일광파출소 (부산광역시 기장군 일광읍 일광로 77-15)
- 일광역 (부산광역시 기장군 일광읍 일광로 111-7)
- 부경대학교 수산과학연구소 (부산광역시 기장군 일광읍 일광로 474)